# Manatum Tessera
La Manatum Tessera è una struttura geologica della superficie di Venere.